# Motu proprio
Un motu proprio (in latino letteralmente "di propria iniziativa") è un documento, una nomina o in generale una decisione presa di "propria iniziativa" da chi ne ha il potere o la facoltà,  e in particolare da un sovrano.

## Contenuto
Per antonomasia si intende un documento (decisione) del papa che non è stato proposto da alcun organismo della Curia romana.
Secondo il Codice di diritto canonico infatti, il pontefice è dotato di tutti i poteri per esercitare sovranità immediata su tutta la Chiesa universale, su ciascuna chiesa particolare (ad esempio le diocesi) e in materia di dottrina. In base alle decisioni del Concilio Vaticano I, inoltre, il magistero del papa gode dell'infallibilità in materia di fede e di morale quando viene espresso ex cathedra, cioè quando definisce il dogma di fede o un articolo di morale, oppure quando procede a una canonizzazione.

## Storia
Ai tempi dello Stato Pontificio lo strumento del motu proprio era spesso usato per regolare materie di carattere economico.
Anche alcuni monarchi facevano uso del motu proprio. Ad esempio il granduca di Toscana, Pietro Leopoldo I, con motu proprio del 21 marzo 1785, trasformò alcuni monasteri in conservatori, ovvero educandati femminili.